# هنري بيل
هنري بيل (بالفرنسية: Henri Belle)‏ (25 يناير 1989 بدوالا في الكاميرون - ) هو لاعب كرة قدم كاميروني في مركز الوسط. لعب مع بولو سبور ونادي أوربرو ونادي القطن ونادي إسترا 1961 ونادي بلشينا بوبرويسك ونادي رادنيتشكي سبليت ويونيون دوالا.

## وصلات خارجية
- هنري بيل على موقع اتحاد تركيا (لاعب) (الإنجليزية)
- هنري بيل على موقع قاعدة بيانات كرة القدم.إي يو (الإنجليزية)
- هنري بيل على موقع Soccerway.com (الإنجليزية)
- هنري بيل على موقع عالم كرة القدم.نت (الإنجليزية)